# Rukieten
Rukieten település Németországban, Mecklenburg-Elő-Pomeránia tartományban. Lakosainak száma 381 fő (2023. december 31.).

## Népesség
A település népességének változása:
| Lakosok száma | 332  | 329  | 368  | 364  | 381  |
|               | 2017 | 2019 | 2021 | 2022 | 2023 |